# ماكس تورنر (عالم عقيدة)
ماكس تورنر (بالإنجليزية: Max Turner)‏ هو عالم عقيدة بريطاني، ولد في 1947.